# Urszula Kielan

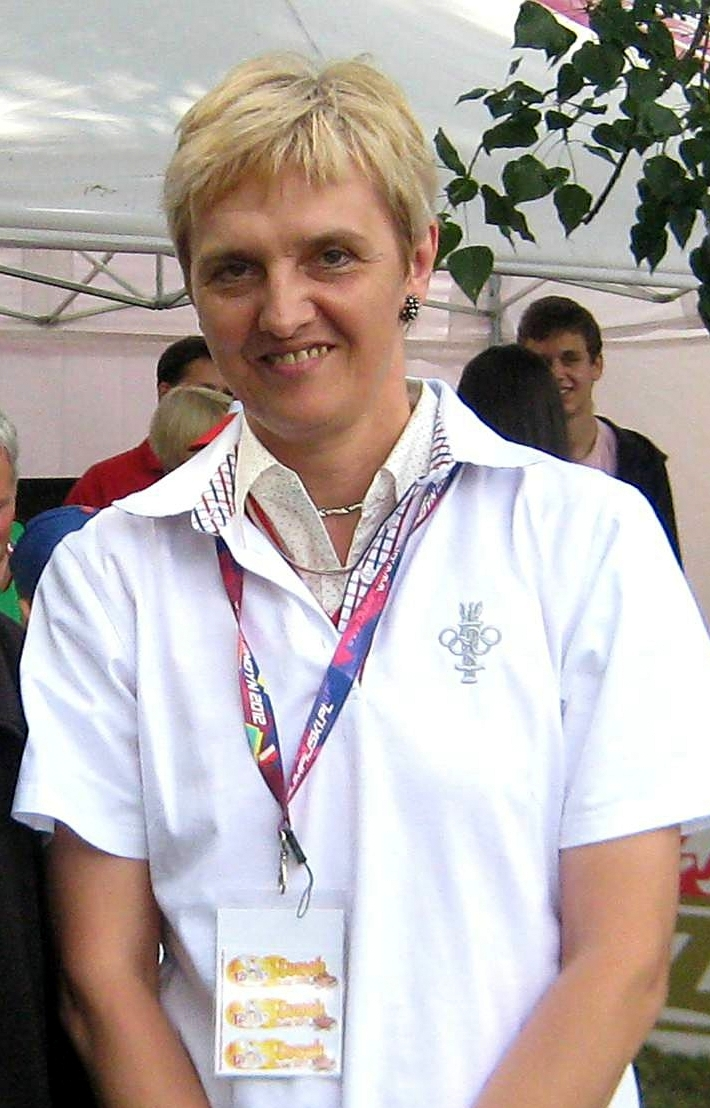
Urszula Kielan 2013

Urszula Kielan (* 10. Oktober 1960 in Otwock) ist eine ehemalige polnische Hochspringerin.
Sie feierte den größten Erfolg ihrer Karriere mit dem Gewinn der Silbermedaille im Hochsprung bei den Olympischen Spielen 1980 in Moskau. Aufgrund der geringeren Anzahl von Fehlversuchen platzierte sie sich mit übersprungenen 1,94 m vor der höhengleichen Jutta Kirst aus der DDR. Die Siegerin Sara Simeoni aus Italien übersprang 1,97 m.
Daneben gewann Kielan vier Medaillen bei Leichtathletik-Halleneuropameisterschaften: Silber 1979 und jeweils Bronze 1978, 1980 und 1981. Sie wurde fünfmal polnische Meisterin im Hochsprung, zweimal im Freien (1978, 1980) und dreimal in der Halle (1978, 1979, 1981).
Urszula Kielan ist mit ihrem früheren Trainer Wojciech Lipiec verheiratet und hat drei Kinder. Sie ist 1,76 m groß und hatte ein Wettkampfgewicht von 57 kg.

## Bestleistungen
- Hochsprung: 1,95 m, 28. Mai 1980, Grudziądz